# Улф Стернер
Улф Стернер (швед. Ulf Sterner; Деје, 11. фебруар 1941) некадашњи је шведски хокејаш на леду, а потом и хокејашки тренер који је током каријере играо на позицијама централног нападача. За репрезентацију Шведске играо је на девет светских пренстава и два олимпијска турнира, а поред олимпијског сребра из Лозане 1964. освојио је и укупно седам медаља на светским првенствима, укључујући и титулу светског првака са СП 1962. године. Проглашен је за најбољег играча шведског првенства за сезону 1962/63, два пута је уврштаван у идеалну поставу светских првенстава, а од 2001. је и члан Хокејашке куће славних ИИХФ-а.
На шведској хокејашкој сцени дебоитовао је као петнаестогодишњи тинејџер, а захваљујући одличним партијама у друголигашком друштву након свега две сезоне прелази у прволигашку екипу из Форсхаге. За репрезентацију је дебитовао у пријатељској утакмици против Чехословачке играној 12. новембра 1959, постигао је први гол за свој тим и постао најмлађи играч у историји шведске репрезентације. 
Иако је имао могућност потписа професионалног уговора са НХЛ лигашем Њујорк ренџерсима још 1960, одбио је ту могућност са циљем да задржи статус аматерског играча и заигра и на наредним олипијским играма. Одмах након ЗОИ у Инзбруку Стернер одлази у Сједињене Државе и постаје играчем Ренџерса. Да би се адаптирао на амерички стил игре прво је заиграо за филијалу Ренџерса из Сент Луиса, а два месеца касније пребачен је у АХЛ где је играо за Балтимор клиперсе. Првом тиму Ренџерса прикључио се у јануару следеће године, а прву утакмицу у професионалној каријери одиграо је 27. јануара 1965. када су Ренџерси играли против Бостон бруинса. Стернер је тако постао првим европским играчем који је заиграо у НХЛ-у.
По окончању играчке каријере три сезоне је радио као тренер у немачким нижеразредним клубовима.